# Тростинский, Николай Николаевич
Николай Николаевич Тростинский (1919—1944) — подполковник Советской Армии, участник Великой Отечественной войны, Герой Советского Союза (1945).

## Биография
Николай Тростинский родился 14 мая 1919 года в Петрограде в семье инженера-строителя Н. Д. Тростинского. 
В 1929 года семья переехала в Москву, здесь он окончил среднюю школу № 8.
окончил там среднюю школу.
В 1939 году Тростинский был призван на службу в Рабоче-крестьянскую Красную Армию. 
Окончил Хабаровское пехотное училище, во время прохождения обучения был назначен старшиной курсантской роты.
После начала Великой Отечественной войны несколько раз направлял рапорты с просьбой о переводе на фронт. В августе 1941 года стал лейтенантом и был зачислен в 344-ю стрелковую дивизию (в то время проходившую формирование в Куйбышеве).
С ноября 1941 года — на фронтах Великой Отечественной войны, участник обороны Москвы.
В феврале 1942 года вступил в коммунистическую партию.
С 1943 года - командир 1152 стрелкового полка.
Отличился в ходе форсирования Десны. Полк под командованием Тростинского вышел на восточный берег реки в районе Тридцатидворок и переправился на западный берег на подручных средствах, после чего отразил немецкую контратаку и вышел во фланг занимавшим оборону по западному берегу реки силам 260-й пехотной дивизии вермахта. В результате, немецкая оборона была прорвана, полк освободил 16 населенных пунктов. За форсирование Десны и выход к реке Остер майор Тростинский был награждён орденом Суворова III степени.
В дальнейшем, под командованием Н. Н. Тростинского полк форсировал реки Остер, Сож и Проню.
К июню 1944 года подполковник Николай Тростинский командовал 1152-м стрелковым полком 344-й стрелковой дивизии 33-й армии 2-го Белорусского фронта. Отличился во время освобождения Витебской области Белорусской ССР. 
27 июня 1944 года полк Тростинского прорвал немецкую оборону в районе хутора Романовка и, пройдя за полтора дня около шестидесяти километров на запад, вышел к Днепру и освободил посёлок городского типа Копысь (в районе которого были сосредоточены остатки 25-й моторизованной, 78-й штурмовой и 337-й пехотной дивизий вермахта). Всего за три часа полк успешно переправился через Днепр, захватил и расширил плацдарм на его западном берегу, что позволило беспрепятственно переправиться всей дивизии.
16 августа 1944 года Тростинский погиб в бою под Вилкавишкисом.
Похоронен в городе Мариямполе.
Указом Президиума Верховного Совета СССР от 24 марта 1945 года за «образцовое выполнение боевых заданий командования на фронте борьбы с немецкими захватчиками и проявленные при этом отвагу и геройство» подполковник Николай Тростинский посмертно был удостоен высокого звания Героя Советского Союза. 

## Награды
- Медаль «Золотая Звезда» Героя Советского Союза[2][1]
- орден Ленина[2][1]
- орден Суворова III степени[2][1]
- орден Красной Звезды[2] (апрель 1943)[1]
- ряд медалей[2]

## Память
- Навечно зачислен в списки личного состава воинской части[1][2]
- Мемориальная доска в Москве, на здании школы, в которой он учился[1]
- Именем Тростинского названы улицы в Орше и Копысе[2].